# チャオ!チャオ!トロヴァヨーリ
『チャオ! チャオ! トロヴァヨーリ』（イタリア語: Ciao! Ciao! Trovaioli!）は、2002年（平成14年）1月23日に発売された、イタリアの音楽家アルマンド・トロヴァヨーリの映画サウンドトラックを集めた日本のベスト・アルバムである。

## 概要・略歴
1990年代の日本の音楽シーンにあった渋谷系と呼ばれるサウンドの源流として注目されたアルマンド・トロヴァヨーリのこの音源集は、日本公開作品はマルコ・ヴィカリオ『黄金の七人』『続・黄金の七人 レインボー作戦』『あゝ情熱』、 ヴィットリオ・デ・シーカ『昨日・今日・明日』、エットーレ・スコラ『ジェラシー』『ラ・ファミリア』のみで、ほとんどが日本未公開映画からのものであった。
トロヴァヨーリの綴りは、Trovajoli とも Trovaioli とも綴られるが、本アルバムのタイトルは後者が採用されている。イタリア語でのタイトル表記には Ciao! Ciao! Trovaioli! と Trovaioli の直後に「!」が入るが、カタカナでのタイトル表記は『チャオ! チャオ! トロヴァヨーリ』と「!」が入らない。
ライナーノーツ執筆は守部さえみによる。

## 収録曲
1. 黄金の七人 - マルコ・ヴィカリオ『黄金の七人』（Sette uomini d'oro, 1965年）
2. アンナ - ヴィットリオ・デ・シーカ『昨日・今日・明日』（Ieri, oggi, domani, 1963年）
3. アレグリア - パスクァーレ・フェスタ・カンパニーレ『結婚戦争』（Il marito è mio e l'ammazzo quando mi pare, 1966年）
4. F.M.B.シェイク - アルフレード・ジャンネッティ『ベンヴェヌーティ家の人々』（La famiglia Benvenuti, テレビ映画、1968年）
5. ディシション - アルフレード・ジャンネッティ『ベンヴェヌーティ家の人々』（1968年）
6. 女の芳香 - ディーノ・リージ『女の芳香』（Profumo di donna, 1974年）
7. 月一度の幸せ - エットーレ・スコラ『ジェラシー』（Dramma della gelosia - Tutti i particolari in cronaca, 1970年）
8. リトル・シェイキー・ガール - エットーレ・スコラ『許してロッコ・パパレオ』（Permette? Rocco Papaleo, 1971年）
9. フランソワズ - アルベルト・ラットゥアーダ『シチリアのドン・ジョヴァンニ』（Don Giovanni in Sicilia, 1967年）
10. カトリーヌ・ディキシー - パスクァーレ・フェスタ・カンパニーレ『結婚戦争』（1966年）
11. レインボー作戦のテーマ - マルコ・ヴィカリオ『続・黄金の七人 レインボー作戦』（Il grande colpo dei sette uomini d'oro, 1965年）
12. 子供時代 - マルコ・ヴィカリオ『あゝ情熱』（Paolo il caldo, 1973年）
13. ストリップ・チャ・チャ・チャ - マリオ・アメンドーラ『夜のナンバーワンのトト』（Totò di notte n. 1, 1962年）
14. ラ・ファミリア - エットーレ・スコラ『ラ・ファミリア』（La famiglia, 1987年）
15. ロッサナ - マルコ・ヴィカリオ『黄金の七人』（1965年）
16. ザ・プロフェット - ディーノ・リージ『預言者』（Il profeta, 1968年）
17. ラヴ・テーマ - ディーノ・リージ『預言者』（1968年）
18. アンユースフル・ウォーク - ステーノ『渡り鳥』（L'uccello migratore, 1972年）
19. ジェラシー - エットーレ・スコラ『ジェラシー』（1970年）
20. コメ・ウン・レスピロ - ステーノ『渡り鳥』（1972年）

## 註
1. ↑   アルマンド・トロヴァヨーリ、allcinema ONLINE, 2011年2月11日閲覧。
2. 1 2 3  ジャケット、ライナー表記を参照 : 『チャオ!チャオ!トロヴァヨーリ』、アルマンド・トロヴァヨーリ、カルチュア・パブリッシャーズ、2002年1月23日。